# Oulad Chrif
Oulad Chrif (árabe أولاد الشريف) es una localidad y comuna rural de la provincia de Taza, en la región de Fez-Mequinez. Según el censo de 2014, tenía una población total de 9.237 personas.